# Edificio La Adriática (Zaragoza)
El edificio La Adriática es un monumento ubicado en la ciudad española de Zaragoza, en Aragón. Construido a mediados del siglo XX, es fruto de un proyecto de Joaquín Muro Antón y Trinidad Solesio González.

## Descripción
El edificio situado en el nº 34 del Coso zaragozano fue proyectado en 1948 por los arquitectos Joaquín Muro Antón y Trinidad Solesio González para la Compañía Adriática de Seguros. Está situado en un emplazamiento destacado, ocupando una pequeña parcela con triple fachada al Coso, a la calle Palomeque y a la plaza San Roque, formada en la confluencia de estas. La estrategia principal del proyecto consistió en concebir un edificio con una escala y monumentalidad dignas de su situación privilegiada. Las limitaciones dimensionales de la parcela se vieron compensadas por una mayor elevación en altura respecto a los edificios vecinos.

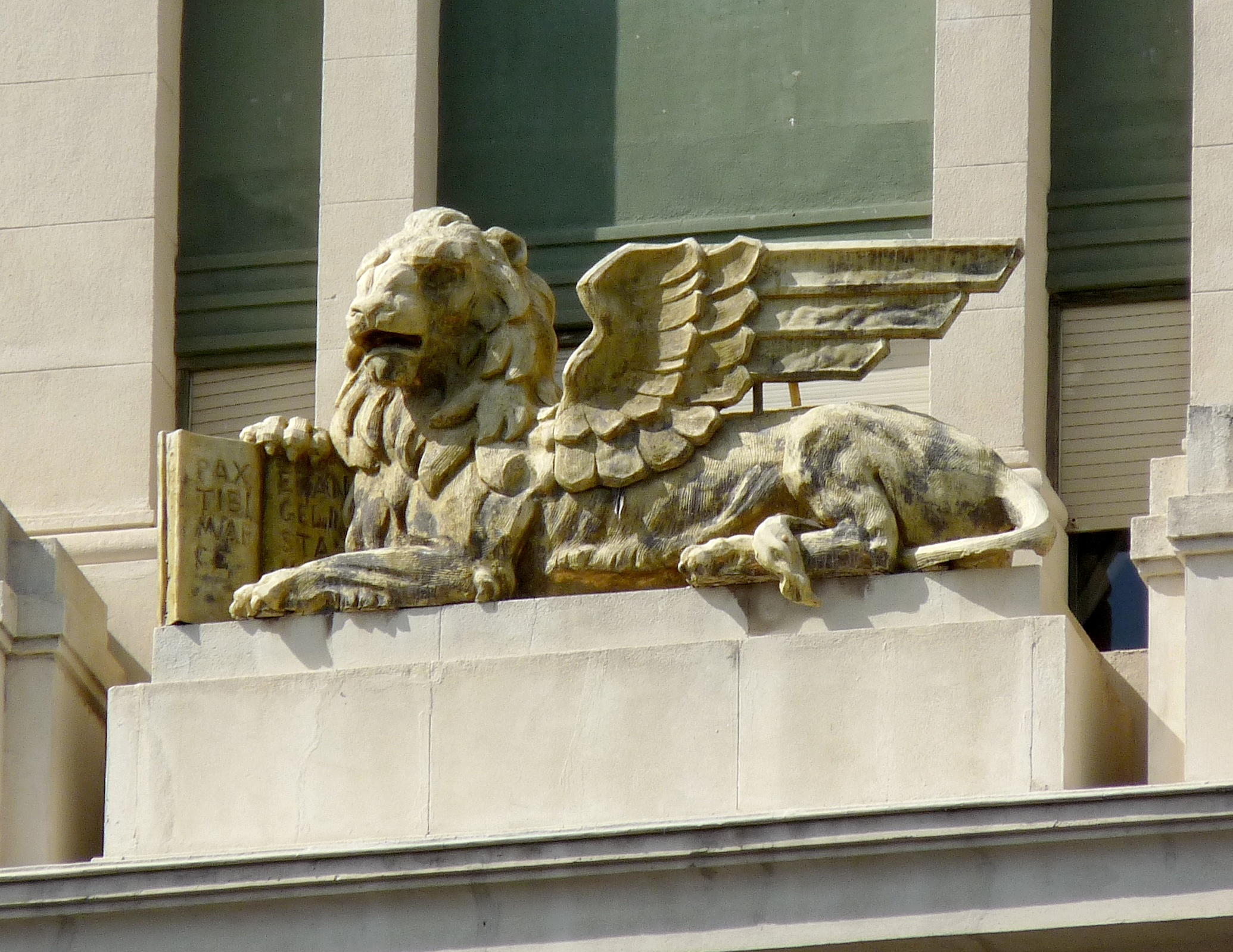
Escultura de un león alado en la fachada

El edificio ocupa todo el solar y supera los 40 metros de altura total, lo que supuso un acontecimiento constructivo en la Zaragoza de la posguerra, considerándose el primer «rascacielos» de la ciudad. Se desarrolla en trece plantas y sótano en un programa triple de locales comerciales, oficinas y viviendas. Las plantas baja y entreplanta se destinan a locales comerciales, las seis plantas siguientes a oficinas y las cuatro superiores junto con el ático, a viviendas. En la planta sótano se disponen las instalaciones generales y almacenes vinculados a locales comerciales.
Las fachadas presentan un lenguaje clásico inspirado en los orígenes italianos de la compañía. El triple funcionalismo del edificio se refleja en los alzados mediante una composición estructurada en tres cuerpos. La transición de uno a otro se resuelve mediante plantas intermedias cuya horizontalidad equilibra la verticalidad de los órdenes clásicos gigantes que articulan la composición. Los huecos se disponen entre las pilastras unidos verticalmente entre sí formando un gran vano vertical en cada uno de los cuerpos. El cuerpo superior que contiene las viviendas se retranquea respecto a la medianería formando un volumen exento rematado por un torreón situado en el eje de simetría de la fachada principal hacia la plaza. Esta fachada se acentúa respecto al resto del edificio y en su eje de simetría los cuerpos central y superior rematan el vano central con un arco de medio punto. La continuidad de la composición de las tres fachadas se enfatiza con la solución curva de las esquinas. En el cuerpo superior las esquinas se retranquean acentuando la esbeltez del conjunto. El resultado es una obra singular, elegante, proporcionada y plenamente integrada en su peculiar contexto urbano gracias a la utilización de un sereno eclecticismo basado en la estilización moderna de los órdenes clásicos.
El 24 de marzo de 2009 alcanzó el estatus de Bien Catalogado del Patrimonio Cultural Aragonés, mediante una orden publicada el 17 de abril de ese mismo año en el Boletín Oficial de Aragón.